# Оборники-Шльонські
Оборни́ки-Шльо́нські (пол. Oborniki Śląskie, нім. Obernigk) — місто в південно-західній Польщі.
Належить до Тшебницького повіту Нижньосілезького воєводства.

## Демографія
Демографічна структура станом на 31 березня 2011 року:
|          | Загалом | Допрацездатний вік | Працездатний вік | Постпрацездатний вік |
| -------- | ------- | ------------------ | ---------------- | -------------------- |
| Чоловіки | 4210    | 739                | 2990             | 481                  |
| Жінки    | 4616    | 720                | 2750             | 1146                 |
| Разом    | 8826    | 1459               | 5740             | 1627                 |